# M'saken
M'saken (Arabisch: مساكن Msākan; ook gespeld Masakin, Msaken) is een stad in het noordoosten van Tunesië, in de buurt van Sousse.